# Język yawa
Język yawa, także: turu, unat, mantembu, mora, yapanai – język używany w prowincji Papua w Indonezji, w kilkudziesięciu wsiach w centralnej części wyspy Yapen. Według danych z 2011 roku posługuje się nim 10 tys. osób.
Należy do grupy języków yawa (yapen), przypuszczalnie wchodzącej w skład większej rodziny zachodniopapuaskiej. Jest wyraźnie odrębny od pobliskiego języka saweru.
Wyróżnia się pięć głównych dialektów: yawa centralny (mora), yawa wschodni, yawa północny, yawa południowy, yawa zachodni. Wszystkie z nich są wzajemnie zrozumiałe. W powszechnym użyciu jest również język indonezyjski. Występuje wiele zapożyczeń z indonezyjskiego i okolicznych języków (m.in. biak).
Sami użytkownicy zwykle określają swój język przy użyciu nazwy własnego dialektu. Czasem używają też określenia „język lądu, śródlądowy”, odróżniając się od użytkowników austronezyjskich języków yapen.
Został opisany w postaci słownika z 1989 r. , istnieją także prace poświęcone fonologii i dialektom (1986)  . Jest nauczany w niektórych szkołach. Zapisywany alfabetem łacińskim.

## System dźwiękowy
Spółgłoski:
| p | t |   | k |
| b | d | ɟ |   |
| s |   | ʃ |   |
| m | n | ɲ |   |
|   | r |   |   |
| w |   | j |   |
Samogłoski:
| i | u |
| e | o |
| a |   |